# Адула (масив)
Адула е масив в източната част на Лепонтинските Алпи с най-висок връх Райнвалдхорн (3402 м). Адула е италианското име на тази част на планината, то е прието и на други езици, но понякога за целия масив се използва името на най-високия връх. В миналото той е бил схващан с по-малък обхват, но според системата SOIUSA заема цялото било от прохода Скопи до прохода Сан Бернардино, както и значителни хребети, които се спускат на север и юг. Намира се изцяло в Швейцария, разделен е между кантоните Тичино и Граубрюнден, което означава, че населението от юг е италианоговорещо, а от север - немскоговорещо.

## Релеф
Масивът е значително по-широк, отколкото дълъг, ако за дължина се има предвид главното алпийско било. Ширината (в посока север-юг) е 75 км, дължината (от запад на изток) - 25 км. В действителност билото очертава голяма дъга, обхващаща широката долина на Брено. Навсякъде то поддържа височина над 2500 м, а върховете надвишават 3000 м. Първият висок връх е Медел (3210 м) - първенец на обособен масив, който понякога се счита за отделен от Адула. Следват Тери (3149 м), Платенберг и Райнвалдхорн, а накрая е Запортхорн (3152 м). На север се спускат три хребета, ограждащи долините Лунгнец, Зафинтал и Райнвалд. Най-източният от тях е най-висок и най-дълъг. Там е разположен връх Граухьорнер - 3000 м. На юг билата са не по-малки и къси - две, които затварят долината Каланка. И на тях се издигат забележителни върхове - най-вече Чима Роса (3161 м).

## Води
От южните склонове извират реките Брено, Каланкаска и Моеза, притоци на Тичино (в басейна на По), а от северните - Валски Рейн, Гленер, Рабиуза и Заден Рейн. Те съставят началното течение на река Рейн. Следователно по билото на масива Адула минава главният европейски вододел, разделящ басейните на Северно и Средиземно море. В най-високите части са останали четири-пет неголеми ледника - Лавац, Гюферхорн, Цапорт и др. Два красиви планински язовира са създадени в долините - Луцоне и Зерврейла (и двата с площ между 140 и 160 ха).